# جو آدو
جو آدو (انگلیسی: Joe Addo؛ زادهٔ ۲۱ سپتامبر ۱۹۷۱) بازیکن سابق و مربی فوتبال اهل غنا است.
از باشگاه‌هایی که در آن بازی کرده است می‌توان به باشگاه ورزشی کیتچی، باشگاه فوتبال اشتوتگارت، باشگاه فوتبال اف‌اس‌وی فرانکفورت، باشگاه فوتبال بلننسس، باشگاه فوتبال اسپارتا روتردام، و باشگاه فوتبال نیویورک رد بولز اشاره کرد.
وی همچنین در تیم ملی فوتبال غنا بازی کرده است.